# 塞纳河畔韦尔努拉塞勒
塞纳河畔韦尔努拉塞勒（法語：Vernou-la-Celle-sur-Seine，法語發音：[vɛʁnu la sɛl syʁ sɛn] ⓘ）是法国法蘭西島大區塞纳-马恩省的一个市镇。该市镇于1971年由原市镇塞纳河畔韦尔努（Vernou-sur-Seine）和塞纳河畔拉塞勒（La Celle-sur-Seine）合并而成。

## 地理
塞纳河畔韦尔努拉塞勒（48°23'16"N, 2°50'47"E）面积22.42 平方千米，位于法国法蘭西島大區塞纳-马恩省，该省份为法国北部内陆省份，北起瓦兹省，西接埃松省、马恩河谷省、塞纳-圣但尼省和瓦兹河谷省，南至卢瓦雷省，东南接约讷省，东临马恩省和奥布省，东北接埃纳省。
与塞纳河畔韦尔努拉塞勒接壤的市镇（或旧市镇、城区）包括：马绍、塞纳河畔香槟、拉格朗德帕鲁瓦斯、圣马梅、布里地区瓦朗斯、莫雷-卢万和奥尔瓦讷。

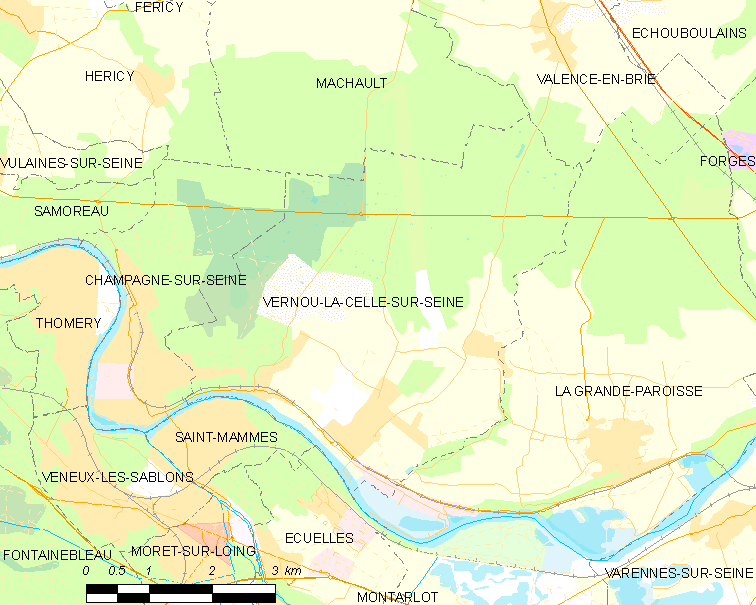
塞纳河畔韦尔努拉塞勒的OSM定位图

塞纳河畔韦尔努拉塞勒的时区为UTC+01:00、UTC+02:00（夏令时）。

## 行政
塞纳河畔韦尔努拉塞勒的邮政编码为77670，INSEE市镇编码为77494。

## 政治
塞纳河畔韦尔努拉塞勒所属的省级选区为蒙特罗福约讷县。

## 人口

1962-2008年间塞纳河畔韦尔努拉塞勒人口变化图示

塞纳河畔韦尔努拉塞勒于2022年1月1日时的人口数量为2621人。